# 南多久村
南多久村（みなみたくむら）は、佐賀県小城郡にあった村。現在の多久市の一部にあたる。

## 地理
- 河川：牛津川、今出川[2]

## 歴史
- 1889年（明治22年）4月1日、町村制の施行により、小城郡下多久村、長尾村、杵島郡山口村大字山口字花祭（一部）が合併して村制施行し、南多久村が発足[1][2]。旧村名を継承した下多久・長尾に大字花祭を加えての3大字を編成[2]。
- 明治40年（1907年）代、上田町に小城郡南多久郡是工場が開設された[2]。その後、1922年（大正11年）小城町の小城郡是糸所に吸収された[2]。
- 1923年（大正12年）電気点灯[2]
- 1938年（昭和13年）郵便局開設[2]
- 1945年（昭和20年）以後、北部に三菱古賀山炭鉱などの炭鉱住宅が増加し人口が急増した[2]。
- 1954年（昭和29年）10月1日、小城郡東多久村、多久村、西多久村、北多久町と合併し、市制施行し多久市を新設して廃止された[1][2]。合併後、多久市南多久町下多久、南多久町長尾、南多久町花祭となる[3]。

## 産業
- 農業、養蚕[2]
- 産物：米、麦、大豆、胡瓜、密柑、柿[2]
- 特に密柑は1897年（明治30年）頃に栽培が始められ、果樹同好会が設立され普及が図られた[2]。

## 教育
- 南多久小学校[2]

## 村長
- 石井次郎